# Бијело језеро (Зеленгора)
Бијело језеро је језеро у Републици Српској, у БиХ. Налази се на планини Зеленгора, око 500 метара јужније од Црног језера. Познато је и под називом Зелено језеро, због његове зелене боје. Дужина језера је око 90 метара, ширина око 70 метара. Дубина износи око 2,5 метра. Бијело језеро се налази на надморској висини од 1.419 метара. У језеру нема рибе.